# Guerre de la Hottée de pommes
Pour les articles homonymes, voir siège de Metz.
Guerres féodales en Lorraine
La Guerre de la Hottée de pommes est une guerre du Saint-Empire romain germanique, qui opposa de 1428 à 1429, la République messine au duc de Lorraine Charles II et à ses alliés René Ier d'Anjou et Bernard Ier de Bade.

## Contexte historique
Aux XIVe et XVe siècles, la Lorraine est le théâtre régulier d’affrontements entre différents seigneurs du Saint-Empire romain germanique. Les ducs de Lorraine, de Bar, de Luxembourg, les comtes de Deux-Ponts, de Vaudémont, l’archevêque de Trêves, les évêques de Metz, Toul et Verdun, s’allient ou s’opposent au gré des circonstances, dans un monde fortement marqué par la féodalité.
La guerre de la Hottée de pommes oppose cette fois les troupes de Charles II de Lorraine, René Ier d'Anjou et Bernard Ier de Bade à la cité messine. C'est la première entreprise violente du Duché de Lorraine contre le Pays  messin.

## Casus belli
En 1427, les très nombreuses tensions accumulées dans la région éclatent à la suite d’un incident minime. L’abbé de Saint-Martin-lès-Metz, une abbaye qui dépendait du duché de Lorraine, y fait cueillir une hottée de pommes et fait porter les fruits en la cité de Metz, où il réside. Ayant appris les faits, le duc Charles II de Lorraine (1365-1431) réclame alors un droit sur ces fruits, ce que les magistrats de Metz refusent, comme étant contraire aux franchises et privilèges de la cité. Un contemporain des événements, le curé de Saint-Eucaire de Metz relate ainsi ces faits:

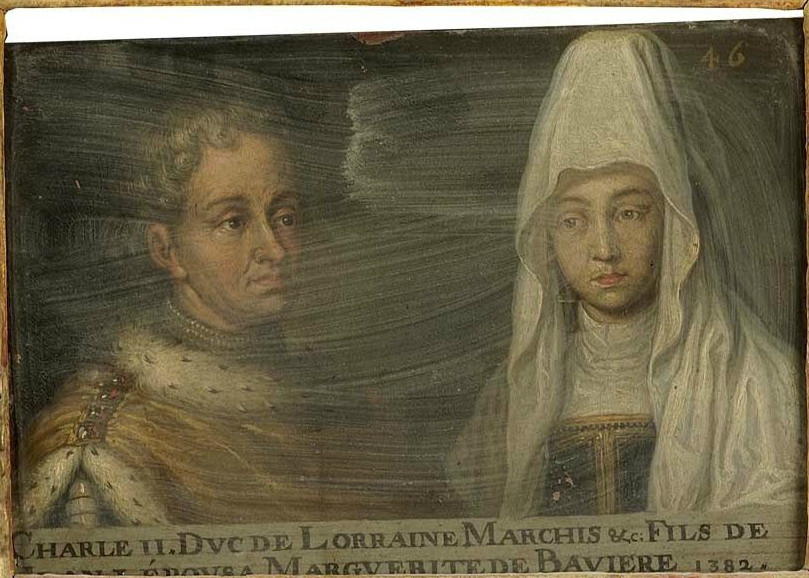
Charles II de Lorraine, initiateur de la guerre de la Hottée de pommes et son épouse Marguerite de Bavière, initiatrice de la paix.

« Les religieux de Saint-Martin en donnèrent avis aux officiers du duc de Lorraine, qui demandèrent plusieurs fois, au nom de leur maître, certains droits sur ces fruits, à raison de leur sortie des États de Lorraine pour entrer dans Metz. Les Messins refusèrent de payer, prétendant que cela était contraire à leurs franchises. La guerre naquit de cet incident, on appela pour cela la Guerre de la hottée de Pommes ».

## Forces en présence
Le duc de Lorraine déclare donc la guerre aux Messins, guerre amplifiée par le jeu des différentes alliances. Pour la circonstance, Charles II s’allie en effet avec ses gendres, le duc de Bar René Ier d'Anjou et le marquis Bernard Ier de Bade, puis avec le duc de Bavière, son beau-père. Ainsi réunis, ces seigneurs ont, sous leurs ordres, une armée d’environ 1 000 cavaliers et 20 000 fantassins.
De son côté, la ville de Metz signe un pacte avec un certain Guillaume, seigneur de Château Villain, qui s’engage à servir les Messins avec 1 200 combattants, et avec d’autres capitaines, qui se mettent à la solde de la ville avec leurs compagnies de mercenaires. C'est ainsi le cas d'un noble allemand, du nom d'Arest, qui obtint pour son aide, la moitié de la forteresse de Vry. Les paroisses, le clergé même, doivent fournir des chevaux. On réarme alors les murs de la ville, y installant des bombardes pour préparer sa défense.

## Déroulement du conflit
Pour déclarer la guerre, le duc de Lorraine défie la ville de Metz dans la plus pure tradition féodale. Le 31 mai 1428, il envoie une lettre de défi aux Messins. À de nombreuses reprises, il renouvelle ses provocations écrites, imité ensuite par ses vassaux. Entre le début des hostilités et la signature de la paix, plus de 4500 lettres de défi auraient été envoyées - en vain - par le Duc et ses vassaux, à la cité messine. Voulant couper les voies de communication de la ville, Charles II fait surveiller les routes d'accès autour de Metz. Le blocus fonctionne, sauf du côté du Luxembourg, laissé libre à la demande de la duchesse engagère de Luxembourg, Élisabeth de Goerlitz.
Alors que la ville semble à cette époque inexpugnable, son plat pays - assise de son ravitaillement et de sa puissance - reste particulièrement exposé aux razzias ou aux rançonnements, ce qui donne lieu à de sanglants pillages dans le Pays messin. En juin 1429, après de nombreuses escarmouches, les Messins constatent l'arrivée des troupes ducales, comptant près de dix mille chevaux et vingt mille hommes de pied, devant les murs de la ville. Les Lorrains et leurs alliés installent des canons et des bombardes autour de la cité. Les Messins, qui avaient eux-mêmes installé des bombardes sur leurs remparts, répondent aux canonnades. Peu de temps avant la fin des hostilités, les artilleurs messins arrivent à semer le désordre dans les rangs ennemis, si bien que quelques jeunes marchands de Metz, archers et arbalétriers, s'enhardissent et font une sortie, pour déloger les troupes de Charles II. Lors de cette sortie, certains se laissent surprendre et plus de trente-six d'entre eux, dont Jean Hulot, sont faits prisonniers.
Le duc de Lorraine, surpris par autant de résistance, préfère alors lever le siège, repartant avec ses otages, dévaster les campagnes du Pays messin.

## Trêve et paix
Les ressources du Pays messin sont bientôt épuisées et les Lorrains, fatigués par leurs pillages. Cette situation gelée permet, grâce à  l'entremise de l'évêque de Metz Conrad II Bayer de Boppard et du comte de Salm, d’aboutir à une trêve, suivie de la paix, publiée et proclamée dans Metz le premier jour de janvier 1430. Le duc se désiste alors de ses prétentions sur la fameuse hottée de pommes, cause, ou plutôt prétexte, de tant d'exactions. Les prisonniers sont échangés de part et d’autre, non sans difficultés, car Charles II, mécontent de l’insuccès de son entreprise, se montre peu allant dans l’exécution de cette partie du traité.
Sa mort, survenue en 1431, met fin à tous les délais. La pieuse Marguerite de Bavière, veuve du feu duc, relâche tous les prisonniers, avant de venir dans la cité messine, qui la reçoit avec tous les honneurs et lui fait de magnifiques présents.
Dans le même temps, la paix est signée entre les Messins et le duc de Bar René Ier d'Anjou, successeur de Charles II de Lorraine par son épouse Isabelle Ire de Lorraine, et beau-frère par sa sœur Marie d'Anjou du roi de France Charles VII.